# Osborne Anderson
Osborne Anderson (ur. 15 października 1908 we Fredrikstad, zm. 31 stycznia 1989 w Lynn) – amerykański hokeista występujący na pozycji obrońcy, reprezentant kraju, srebrny medalista olimpijski i mistrzostw świata.
W 1931 roku został srebrnym medalistą mistrzostw świata w Krynicy-Zdroju. W 1932 roku na igrzyskach w Lake Placid zdobył srebrny medal olimpijski w turnieju hokeja na lodzie. W turnieju zagrał we wszystkich sześciu meczach, w których zdobył jednego gola.
Występował w amerykańskiej Eastern Hockey League. Od sezonu 1932/1933 do sezonu 1938/1939 reprezentował klub Atlantic City Sea Gulls (rozegrał 201 spotkań, w których zdobył 24 goli), a od sezonu 1940/1941 do sezonu 1946/1947 – Boston Olympics (rozegrał 174 spotkania, w których zdobył 20 goli).